# La Trimouille
La Trimouille is een gemeente in het Franse departement Vienne (regio Nouvelle-Aquitaine) en telt 987 inwoners (2004). De plaats maakt deel uit van het arrondissement Montmorillon.

## Geografie
De oppervlakte van La Trimouille bedraagt 41,9 km², de bevolkingsdichtheid is 23,6 inwoners per km².
De onderstaande kaart toont de ligging van La Trimouille met de belangrijkste infrastructuur en aangrenzende gemeenten.

## Demografie
Onderstaande figuur toont het verloop van het inwonertal (bron: INSEE-tellingen).